# 大理鯉
大理鯉（学名：Cyprinus daliensis）为輻鰭魚綱鯉形目鲤科的其中一種，該物種分布於亞洲中國雲南省洱海流域，棲息在中底層水域，體長可達24.5公分。